# مع بوب وديفيد
مع بوب وديفيد (بالإنجليزية: W/Bob & David) مُسلسل مشاهد كوميدية أمريكي. من إعداد بوب أودينكيرك وديفيد كروس، عرض على نتفليكس في 13 نوفمبر، 2015.

## الممثلين والشخصيات
- بوب أودينكيرك
- ديفيد كروس
- جون اينيس
- جاي جونستون
- براين بوسين
- توم كيني
- جيل تالي
- بول فرانسيس تومكنس
- دينو ستاماتوبولوس
- سكوت آدسيت
- ديف آلين
- سكوت آكرمان
- ماري لين راجسكوب
- بريت بيزل
- بيكي تاير
- ستيفاني كورتني
- كيغان مايكل كي
- آردن ميرن
- باغيت بروستر

## وصلات خارجية
- مع بوب وديفيد على نتفليكس
- مع بوب وديفيد على موقع IMDb (الإنجليزية)
- مع بوب وديفيد على موقع ميتاكريتيك (الإنجليزية)
- مع بوب وديفيد على موقع روتن توميتوز (الإنجليزية)
- مع بوب وديفيد على موقع نتفليكس (الإنجليزية)
- مع بوب وديفيد على موقع كينوبويسك (الروسية)
- مع بوب وديفيد على موقع ألو سيني (الفرنسية)
- مع بوب وديفيد على موقع قاعدة بيانات الفيلم (الإنجليزية)